# Isingiro (district)
Isingiro is een district in het westen van Oeganda. Het administratief centrum bevindt zich in de gelijknamige stad Isingiro. Het district Isingiro telde in 2020 naar schatting 596.400 inwoners.
Het district grenst in het zuiden aan Tanzania en verder aan de Oegandese districten Kiruhura, Ntungamo en Mbarara. Naast Isingiro telt het district nog drie steden (town councils van Endiinzi, Kaberebere en Kabuyanda) en vijftien sub-county's. Verder zijn er twee grote vluchtelingenkampen (Nakivale en Oruchinga).